# Kuenringové
Kuenringové (německy Kuenringer, také Chuenringe(r)) patřili k nejsilnějším rakouským rozrodům.

## Historie

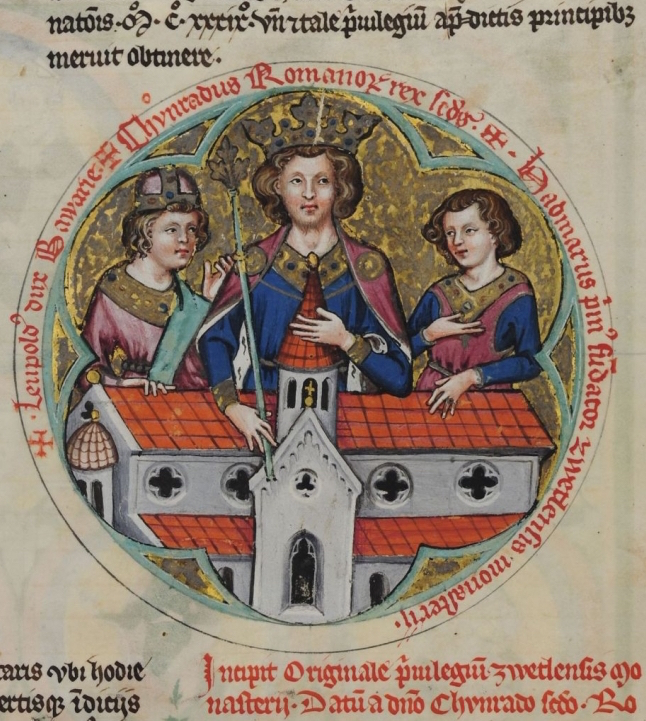
Konrád II. Sálský, Leopold IV. Babenberský a Hadmar I. z Kuenringu

Jde o starý rakouský rod, za jehož zakladatele je považován Hadmar I. z Kuenringu, ale nejspíše je rod mnohem starší a poněkud nejistého původu. Význam tohoto rodu je nesporný, jeho členové zastávali vysoké hodnosti, a také stáli v čele odbojů proti vévodům rakouským.
Jejich rodovým klášterem je cisterciácký klášter Zwettl (Světlá), kam právě Hadmar I. v roce 1137 přivedl první cisterciácké mnichy.
Državy Kuenringů sahaly od českých hranic až k Vídni, což je společně se stejně mocnými Hardeky a Schaunbergy determinovalo k častým sňatkům s českou a moravskou šlechtou. Díky dvěma synům Jindřicha III. známe dvě větve rodu – vitorazskou reprezentovanou Jindřichem zv. „Suppanus“ („Župan“) a dürnsteinskou reprezentovanou Alberem V. Jejich sestra Gisela z Kuenringu se provdala za Čéče z Budivojovic. Právě vitorazským Kuenringům vděčil Přemysl Otakar II. za podporu české kandidatury na rakouský vévodský stolec. Jmenovitě se o to zasadil Albero V. z Kuenringu, v té době zemský hejtman.
Z vitorazské větve rodu také údajně pocházela matka Přemyslových levobočků Anežka z Kuenringu.
Rod vymřel roku 1594.

## Rodokmen

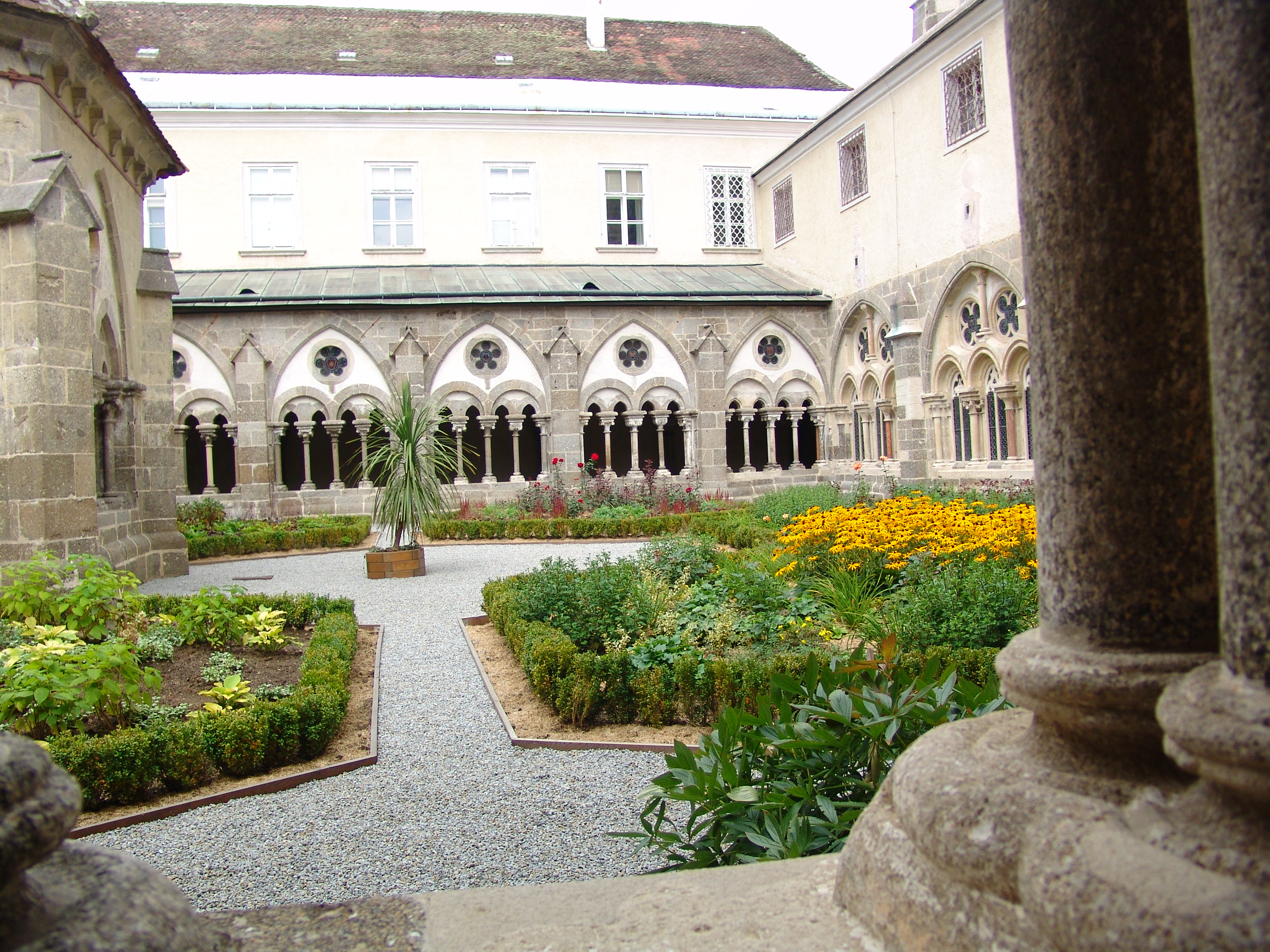
Rodový klášter ve Zwettlu

- Azzo z Gobatsburgu (okolo roku 1059)
  - Rizzo (též Nizzo)
    - Hadmar I. z Kuenringu († 27. května 1138), bezdětný
    - Pilgrim
    - Albero II.

  - Anshelm
  - Albero I.
    - Albero III.
      - Hadmar II. z Kuenringu (1140 – 22. července 1217)
        - Hadmar III. z Kuenringu (1185-~1231), (Hund von Kuenring) - jeho dva synové jsou předky dvou větví - vitorazské a dürnštejnské
        - Jindřich III. z Kuenringu, (Hund von Kuenring)*** Leuthold I. z Kuenringu (1260–1312)

### Větev vitorazská
někde jsou také nazýváni z Weitry
- Jindřich st. z Kuenringu
- Anežka z Kuenringu
- Hadmar V. z Kuenringu- † po 1271
- Jindřich V. z Kuenringu - † VII/1281 manžel Elišky, nemanželské dcery Přemysla Otakara II.

### Větev dürnštejnská

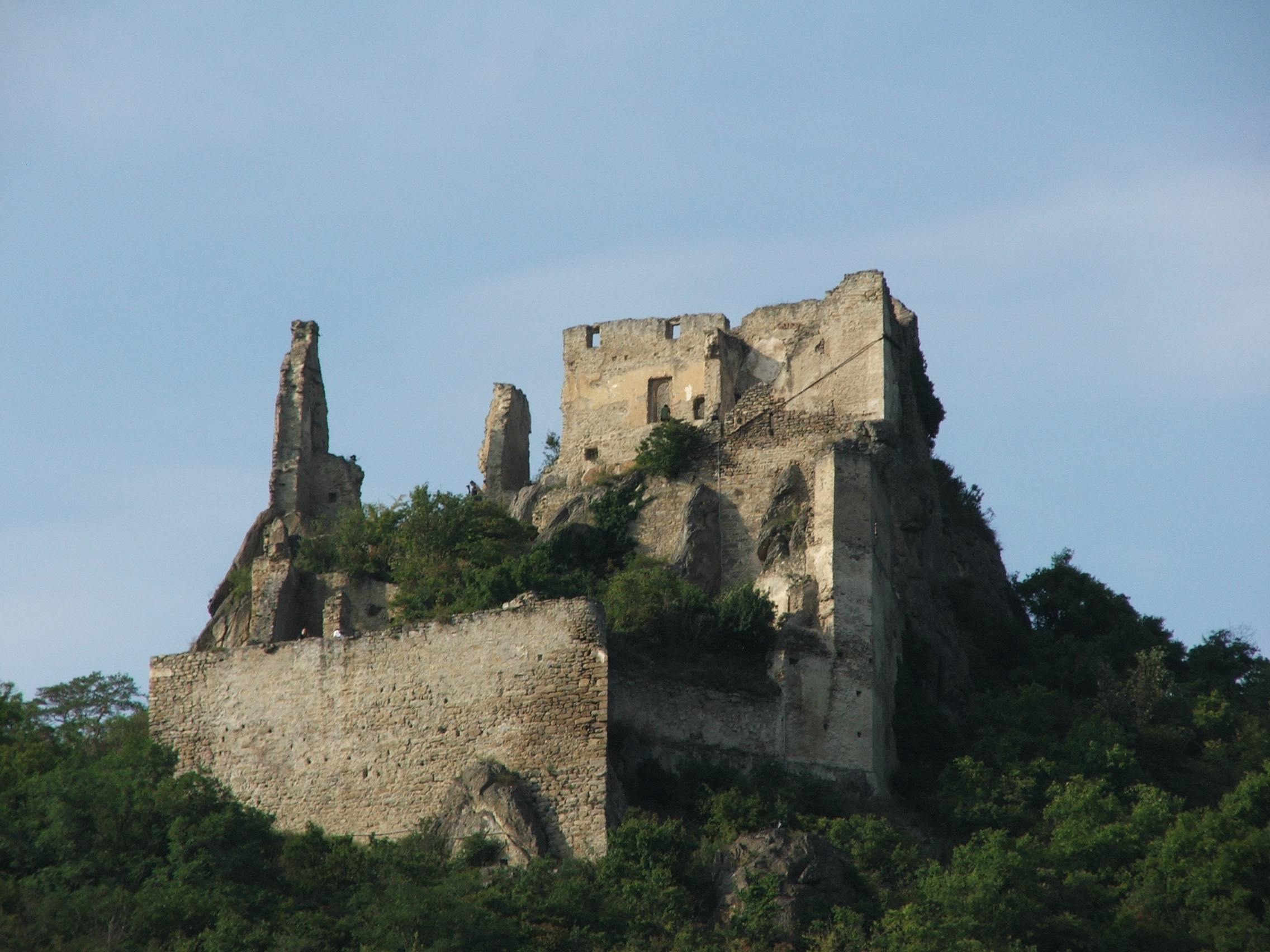
Dürnstein

- Albero V. z Kuenringu - † 8. ledna 1260
- Albero VI. z Kuenringu - † 26. srpna 1278 bitva na Moravském poli
- Jindřich VI. z Kuenringu
- Leutold z Kuenringu